# Registrované partnerství v San Marinu
San Marino umožnilo homosexuálním i heterosexuálním párům uzavírat registrované partnerství od 5. prosince 2018.

## Zahraniční páry
17. června 2012 přijal sanmarinský parlament návrh zákona, který umožňuje cizincům žijícím v homosexuálním svazku získat v San Marinu trvalý pobyt. Zákon jim kromě možnosti usadit se v zemi neposkytl žádná další práva, přesto byl vnímán jako historický krok. Mluvčí San Marino LGBT association Michele Pazzini řekl: „Jedná se o mezikrok k plnému uznání stejnopohlavních svazků.“ Pro návrh hlasovalo 33 poslanců, proti bylo 20.

## Registrované partnerství
V březnu 2016 oznámily tři politické strany, že předloží návrh zákona o genderově-neutrálním partnerství, který nemanželským párům poskytne určité právní uznání. Koaliční strana San Marino Common Good prosazovala, aby z něj byla vyňata adopční práva pro homosexuální páry, zatímco opozice trvala na jejich začlenění. Středolevicová koaliční strana řekla, že je otevřena myšlence rodičovství homosexuálních párů a že by se součástí návrhu mohla stát alespoň možnost osvojit si dítě partnera.
V prosinci 2017 se po vítězství středolevicové koalice Sjednocené levice, Budoucnosti republiky a Občanů 10 podařilo zpracovat kompletní návrh zákona o registrovaném partnerství. Petici za legalizaci registrovaného partnerství převzala Velká generální rada 18. prosince a 7. března 2018 příslušný zákon přijala. Podle navržené legislativy mají registrované páry, homosexuální i heterosexuální, přístup k benefitům ve zdravotnictví, důchodovému pojištění a stejným rezidenčním právům, jakými disponují manželé, a k dalším právům a povinnostem. Ve srovnání s italskou verzí je sanmarinský zákon o registrovaném partnerství považován za liberálnější, protože připouští osvojení dítěte partnera a uznává i zahraniční homoparentální rodičovství.
K veřejnému slyšení došlo 6. dubna 2018. Sanmarinská vláda řekla, že se přímo na něm vyjádří, zda souhlasí, či nesouhlasí s textem převzaté petice. 27. září 2018 přijal návrh v poměru hlasů 12:2 Výbor Rady pro ústavní záležitosti, včetně práva homosexuálních párů na svatební obřad. Přiznání manželských práv registrovaným párům je limitované a týká se především trvalého pobytu, občanství, důchodového pojištění, zdravotní péče, dědictví a možnosti přijmout za své dítě druhého z partnerů.
15. listopadu 2018 přijala Velká generální rada návrh zákona o registrovaném partnerství ve druhém a následném finálním čtení poměrem hlasů 40:4 se 4 zdrženími se. Zákon byl publikován v promulgačním listu 20. listopadu 2018 a účinným se stal 5. prosince 2018.

## Stejnopohlavní manželství
V dubnu 2014 podal sanmarinský občan, který uzavřel sňatek v Londýně, podnět k zahájení diskuze na téma uznávání zahraničních stejnopohlavních manželství v San Marinu. 19. září 2014 o žádosti diskutoval sanmarinský parlament. Jeho stanovisko bylo zamítavé (35:15). 8. dubna 2015 se ta samá osoba pokusila požádat o registraci svého sňatku.
V prosinci 2017 přijal sanmarinský parlament v poměru hlasů 25:20 novelu zákona o státním rozpočtu, která umožňuje cizincům uzavírat v San Marinu stejnopohlavní manželství. Sanmarinským homosexuálním párům je uzavírání manželství zakázáno. Cílem přijetí této právní úpravy byla podpora cestovního ruchu. Nyní musí sanmarinská vláda tuto novelu implementovat.